# Love on the Spectrum U.S.
Love on the Spectrum U.S är en amerikansk romantisk realityserie vars första säsong hade premiär på Netflix den 18 maj 2022. Den andra säsongen hade premiär den 19 januari 2024. Serien är baserad på den australiska förlagan Love on the spectrum.

## Handling
I serien letar singlar med autismspektrumdiagnos efter kärleken och försöker hitta den rätta i dejtingvärlden.

## Medverkande
- Kellie Jones – berättare